# 남성혐오

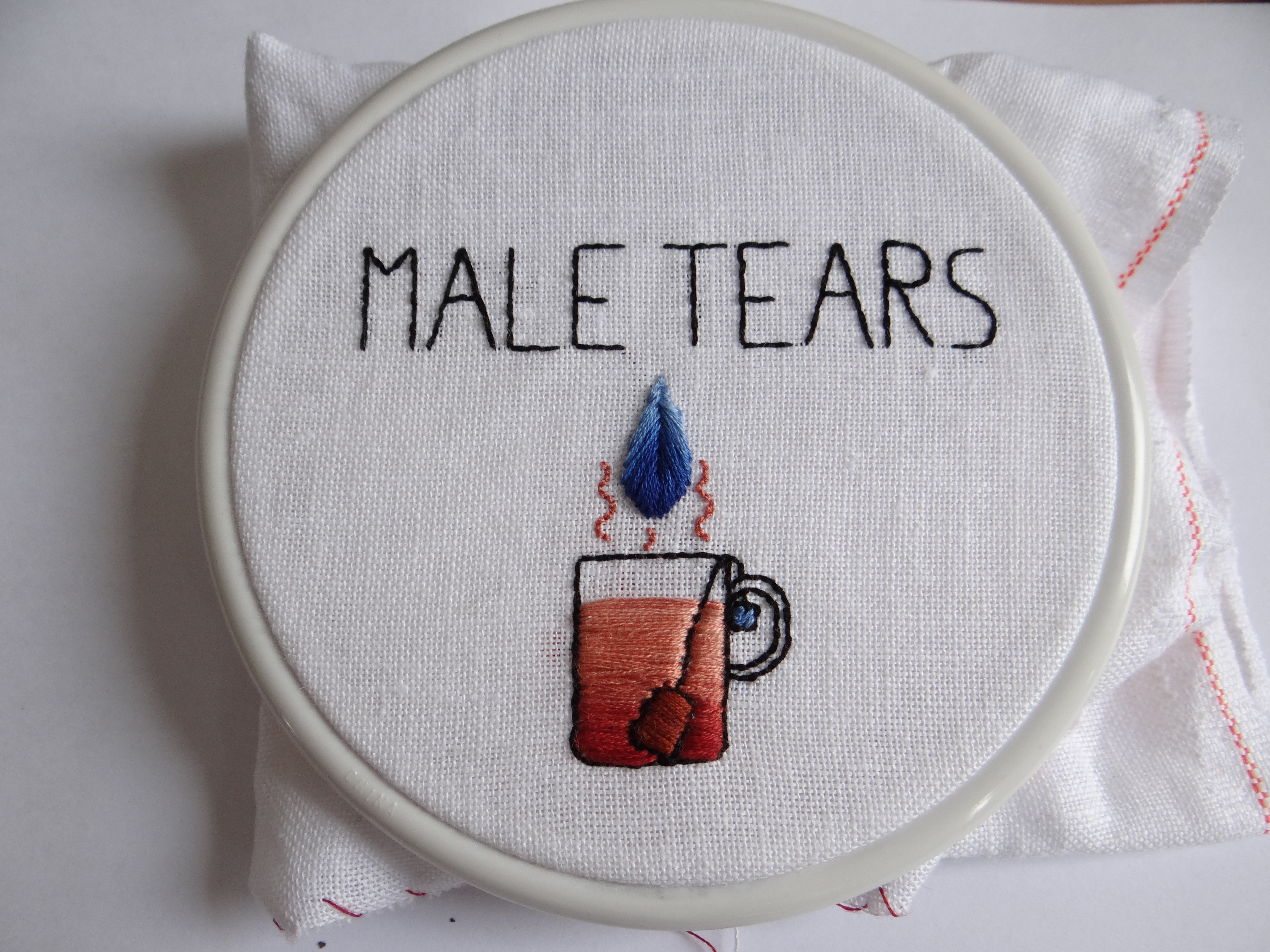
Etsy의 기업가들은 잘못된 개념을 패러디한 자수를 판매했다.

남성혐오(男性嫌惡)는 남성에 대한 혐오, 멸시, 뿌리 깊은 편견을 뜻한다. 남성을 대상으로 한 성차별, 성폭력, 성희롱, 성적 대상화, 증오심 선동 등 다양한 방법으로 발현될 수 있다.
"남성혐오"란 말은 "여성혐오"의 대칭존재로써 19세기에 만들어진 것으로 추측된다. "남성혐오자"라는 말이 사용례가 처음 발견되는 것은 영국의 보수 월간지 《스펙테이터》 1871년 4월호 기사이며, 사전에 처음 등재된 것은 1952년 《메리엄-웹스터 대학사전》 제11판이다. 또 프랑스어의 "Misandrie"를 독일어로 "Männerhaß"라고 번역한 것이 1803년에 나타난다. Misandry라는 말은 "증오"를 의미하는 그리스어 "미소스"(μῖσος)와 "남성"을 의미하는 "안드로스"(ἀνδρός)가 결합된 것이다.

## 일회용 남성
운동가 워렌 퍼렐은 '처분가능성'이라는 용어를 사용해, 역사상 가장 위험한 직업, 특히 군인과 광부가 역사적으로 남성에 의해 독점적으로 수행되어 오늘날까지 남성들을 어떻게 소외시켰는가에 대한 견해를 서술했다. 퍼렐은 자신의 저서 「남성의 힘에 관한 신화 (Myth of Male Power)」에서 가부장제 사회는 여성을 희생시켜 남성에게 이익을 주기위한 규칙을 만들지 않는다고 주장한다. 퍼렐은 남성의 평균 수명이 여성보다 낮고 자살률이 여성보다 높은 "남성의 규칙"으로부터 누가 혜택을 보았는지에 대해 공론화가 이뤄지지 않는다고 주장했다.

남성의 처분가능성에 대해서 사회 심리학자 로이 바우마이스터(Roy F. Baumeister) 교수는 다음과 같이 저술했다.
뉴스 매체가 재난을 보고할 때 희생자들 사이에 "여성과 어린이조차도"라는 문구를 사용하는 경우가 있습니다... 이러한 표현은 남성의 목숨이 지닌 가치가 덜하는 점을 나타냅니다. 이것은 단지 무례한 것이 아닙니다. 긴박한 상황에서 여성과 어린이를 구할 수 있다면 불만을 가지지 말고 쉽고 빠르게 삶을 포기하라고 남성들에게 상기시키는 것입니다... 20세기의 가장 유명한 재난 중 하나인 타이타닉의 침몰... [구명정] 좌석은 여성들에게 주어졌고 남성들은 가라앉는 합판에 남았습니다... 가장 부유한 남성(36%)도 가장 가난한 여성(46%)보다 생존확률이 낮았습니다. 이러한 사실은 우리 사회가 다른 모든 이들의 희생을 통해 부유하고 힘있는 남성들을 위해 사용하고 있다는 고전적인 지식(또는 페미니스트 평론)에 진지한 쉼표가 필요하다는 것을 의미합니다... "가부장제"라는 아이디어에서는 사회 최하층이 대부분 남성들이라는 점을 무시함에도 불구하고, 남성 권력 엘리트의 특권층 구성원들은 문화적으로 다른 어느 누구보다도 가치가 있다고 여겨집니다... 그러나 그들의 목숨조차도 3등 선실의 낮은 계층 여성의 것보다 가치가 없었습니다... 그 여성들은 돈이나 권력이나 지위가 거의 없었지만, 단순히 여성이라는 덕목으로 너무나 많은 것을 얻었습니다. 그들은 구명 보트에서 몇 석을 차지했고, 잘 차려입은 신사는 갑판에 서서 그들이 떠나는 것을 지켜볼 뿐이었습니다. 
종교학 교수 폴 네이던슨과 케더린 영은 그들의 2001년 3부작 도서 '남자의 타락 너머에(Beyond the Fall of man)'에서 비슷한 비교 연구를 했는데, 남성혐오를 "북미 사회에서 일상화된 편견 및 차별의 형태"이며 "그것과 같은 문제는 유대교와 기독교가 혐오를 가르침으로써 상호 존중을 오랜 기간 저해한 것처럼, 남성과 여성의 상호 존중을 막고 있다"고 서술했다.

## 급진적 여성주의
학자 앨리스 에콜스는 1989년 자신의 저서 Daring To Be Bad: Radical Feminism in America, 1967–1975에서 1968년 앤디 워홀 살인 미수 혐의로 잘 알려진 급진적 여성주의자 밸러리 솔라나스가 그녀의 책 《SCUM 선언서》에서 다른 급진적 여성주의자들과 비교하여도 극단적인 남성혐오를 보인다고 주장하였다. 에콜스는 다음과 같이 말했다.
솔라나스의 뻔뻔스러운 남성혐오—특히 남성의 생물학적 열등함에 대한 믿음—'독립적 여성'과 '생각없는 도피'로써의 성 해방 사이의 관계에 대한 그녀의 지지는 전국 대부분의 여성 집단에 만연한 급진적 여성주의의 성격을 위반하였다.— 

1977년 안드레아 드워킨은 남성이 여성보다 생물학적으로 열등하고 본질적으로 폭력적이며, "새로운 초여성(new Übermensch Womon)"의 출현을 위해 남성대학살(gendercide)이 필요하다는 발레리 솔라나스가 가진 견해의 반향이 "여성주의자 사회에서 빈번하게 늘어나는" 것을 발견하고, 급진적 여성주의 안의 생물학적 결정론자들을 비판하였다.
여성학자 벨 훅스는 가부장적 억압에 대한 반응으로써 일어난 여성 해방 운동 초기의 "남성 증오"와 비여성주의 사회 운동에서 남성에게 나쁜 경험을 가진 여성들의 문제를 논했다. 또한, 그녀는 남성이 본질적으로 부도덕하고 열등하며, 그들이 성차별적 억압을 끝내거나 여성주의에서 이득을 얻을 수 없다는 관념을 알리기 위한 페미니즘의 분리주의적 가닥을 "극우적"이라고 비판했다. 2000년 출간된 책 《모두를 위한 페미니즘》(Feminism is For Everybody)에서 벨 훅스는 "보수적인 대중매체는 끊임없이 여성 페미니스트들을 남성혐오자로 묘사했다. 페미니즘 운동 내에 반남성 분파나 그런 정서가 보인다 싶으면 페미니즘에 흠집을 내기 위해 대중매체는 그 사실을 집중조명했다. 페미니스트를 남성혐오자로 몰아세우는 이면에는 페미니스트가 모두 레즈비언이라는 전제가 깔려 있었다. 미국 사회의 동성애혐오 정서에 호소하며 대중매체는 남성들 사이에 퍼진 반페미니즘 분위기를 강화시켰다"고 설명한다. 그러나 벨 훅스는 "페미니즘에 반대하는 남성들의 목소리는 언제나 강력한 대중적 힘을 발휘했다. 페미니즘과 페미니스트 활동가들을 두려워하고 증오한 이 남성들은 재빨리 세력을 집결해 페미니즘 운동을 공격했다"는 점을 명시하면서도, 동시에 초기 페미니즘에 대한 위와 같은 편견을 비판한 여성주의자들이 대중 매체의 관심을 끌지 못한 사실과 "적으로서의 남성 악마화를 비판하는 우리의 이론적 연구는 반-남성 여성의 견해를 변화시키지 않았다"는 사실을 비탄하였다. 훅스는 이전에 이러한 악마화가 남성운동과 여성운동 사이에 불필요한 균열을 초래했다며, 이는 결과적으로 '자매애를 해치는 행위'였다고 지적했다.
벨 훅스가 특정한 분리주의자 이론가를 지칭하지는 않았지만, 남성과 이성애자 여성이 사라진 세계에 대한 메리 데일리의 이상향적 비전은 이러한 경향의 극단적인 예시이다. 데일리는 남녀 간의 성평등은 불가능하며, 여성이 뛰어난 능력을 가졌기 때문에 남성들을 지배해야 한다고 주장했다. 이후 데일리는 인터뷰에서 "생명이 지구상에서 살아남는다면, 지구의 오염 제거가 되어야 한다. 나는 이것이 남성 인구의 급격한 감소를 가져올 진화적 과정을 동반할 것이라고 생각한다."라고 주장했다.

## 대중의 태도
남성 권리 운동가들과 남성주의 단체들은 남성 혐오에 대한 제도적 사례로 이혼, 가정폭력, 강간에 대한 현대의 법률을 지목했다.
남성을 향한 양가감정적 성차별주의에 대한 488명의 대학생을 대상으로한 연구에서, 자신을 페미니스트라고 밝히지 않은 여성들이 자신을 페미니스트라고 밝힌 여성들보다 남성에게 더 공격적인 것과 동시에, 남성에 대해 더 애정적인 시선을 보내는 것으로 밝혀졌다.
503명의 이성애 여성을 대상으로한 연구에서, 사회심리학자들은 불안정 애착과 남성을 향한 여성의 성차별주의 사이의 관계성을 발견했다.
스탠포드 대학의 교수 필립 짐바르도는 '심리학 오늘(Psychology Today)'에서 젊은 남성과 젊은 여성 사이에 공감의 차이가 있다고 주장했다. 그는 젊은 여성이 젊은 남성보다 더 많은 공감과 동정을 받고, 젊은 남성은 때때로 악마로 묘사되고 수용가능한 행동에 대한 상충되는 메시지를 받음으로써 높은 자살율과 같은 부정적인 영향으로 이어진다고 보았다. 이 작품은 그의 저서인 "가로막힌 남성: 왜 젊은 남성은 고군분투하는가 & 우리는 거기에 무엇을 할 수 있는가("Man, Interrupted: Why Young Men are Struggling & What We Can Do About It)"의 홍보 중 일부였다.

## 여성혐오와의 비대칭성에 관한 논쟁
사회학자 앨런 G. 존슨은 1997년 출간된 그의 책 《젠더 매듭: 우리의 가부장적 유산에서 탈피하기》(The Gender Knot: Unraveling Our Patriarchal Legacy)에서 남성 증오(man-hating)에 대한 비난이 페미니스트를 끌어 내리고 남성 중심 문화를 강화하도록 관심을 이동시키는 방식으로 활용됐다고 말한다. 그의 말에 따르면 여성혐오와 남성혐오를 비교하는 것은 잘못된 것이며, 그 이유는 주류 문화가 여성혐오와 비교될만한 반(反)-남성 이데올로기를 제공하지 않기 때문이다. 남성혐오에 대한 공격은 페미니즘에 대한 불신을 부추기도록 작용하는데, 왜냐하면 "사람들은 종종 개인으로서의 남자와 지배적이고 특권적인 범주의 사람들로서의 남자를 헷갈려한다"는 것이다. 그는 "여성 억압과 남성의 특권, 그리고 그 둘을 강제하는 남성들이라는 현실 앞에서 '모든' 여성이 '남성'에 대해 분개하거나 심지어 증오하는 순간을 가져야한다는 것은 그리 놀라운 일이 아니다"라고 적었다.
2007년 출간된 책 《남자와 남자다움에 대한 국제 백과사전》(International Encyclopedia of Men and Masculinities)에서 마르크 A. 우엘레는 남성혐오를 여성혐오와 대조하며 비록 대중 문화, 문학에 특정한 "인종화 된" 남성혐오와 "남성혐오적 충격"이 존재할 가능성을 무시할 순 없더라도 "남성혐오에는 여성혐오의 체계적, 초역사적, 제도적, 입법적인 반감이 부족하다"고 논한다.
인류학자 데이빗 D. 길모어는 여성혐오가 "거의 보편적인 현상"인 반면 남성에게는 여성혐오에 상당하는 것이 없다고 논한다. 길모어는 또한 남성혐오는 "한 개인으로서의 남자에 대한 증오가 아니라 남성의 전통적인 남성 역할에 대한 증오"를 가리킨다고 말한다. 그러므로, 남성혐오는 "그들이 무엇을 믿건, 무엇을 하건 간에, 여성을 대상으로 하는 여성혐오의 강렬한 인신공격 ad feminam 요소와는 다르다"는 것이다. 여성혐오가 "남성 간의 사회적 유대를 의미하는 '호모소셜'(Homosicial), 그리고 동성애 혐오증인 '호모포비아'(Homophobia)"와 함께하는 3종 세트라고 설명하는 여성학자 우에노 치즈코는 이를 다음과 같이 요약한다. "사회적 자원, 권력이 없는 여성들끼리의 유대로 남성과 같은 유대를 만들어낼 수 있는가? 불가능하다. 젠더간 비대칭성, 압도적인 권력 차이를 생각해 보면 '남성혐오'는 성립하지 않는다." 철학자 윤지영은 자신의 논문에서 남성에게 "혐오의 통치대상이 되기 위한 자책과 공포라는 하위감정 대신, 자기연민과 여성에 대한 조롱과 비하, 희화화라는 여성혐오의 감정만이 존재할 뿐이며 이를 통해 남성혐오의 통치성 자체가 성립하지 않는다"라고 논증하였다.

## 문학에서

### 고대 그리스 문학
프린스턴 대학의 고전 교수인 Forma Zeitlin은 "Patterns of Gender in Aeschylean Drama: Seven against Thebes and the Danaid Trilogy"라는 제목의 아티클에서 다음과 같이 논했다. 그녀는 다음과 같이 썼다;
그러나 에테오클레스와, 간청하는 다나이데스의 접촉에서 가장 중요한 것은, 사실 그들의 이성(異性)에 대한 극단적인 입장이다: 상대가 누구든지간에 모든 여성에 대한 에테오클레스의 여성혐오는 다나이데스의 남성혐오라는 대응관계를 가진다.

### 셰익스피어
문학 비평가 해럴드 블룸은 문학에서 남성 혐오라는 단어를 비교적 듣기 어렵지만 내재적인 것을 찾는 것은 어렵지 않고, 심지어 외재적인 것도 있다고 주장했다. 블룸은 셰익스피어의 작품들을 언급하며 "여성혐오의 한가지 사례도 떠올릴 수 없지만 남성혐오는 강하게 드러난 요소라고 생각한다. 셰익스피어는 여성들이 일반적으로 결혼을 해야한다고 했으며 남성들은 나르시시즘적이며 신뢰할 수 없다고 말하고 있다. 전반적으로 그는 인간 남성과 인간 여성 모두에게 부정적인 시각을 준다."

## 같이 보기
- 여성혐오
- 성 차별
- 급진적 여성주의
- 밸러리 솔라나스
- 메갈리아
- 워마드
- 여성시대 (웹사이트)
- 네이트 판
- 더쿠
- KNN